# Francesco Pentini
Francesco Pentini (Roma, 11 dicembre 1797 – Roma, 17 dicembre 1869) è stato un cardinale italiano.

## Biografia
Papa Pio IX lo elevò al rango di cardinale nel concistoro del 16 marzo 1863.
Morì a Roma il 17 dicembre 1869 all'età di 72 anni.